# Xantolis
Xantolis là một chi cây gỗ và cây bụi trong họ Sapotaceae, được Constantine Samuel Rafinesque-Schmaltz mô tả năm 1838.
Xantolis bao gồm các loài bản địa châu Á (từ Ấn Độ tới miền nam Trung Quốc, Singapore và Philippines.

## Mô tả
Cây gỗ hoặc cây bụi, thường có gai. Lá mọc so le, đôi khi mọc thành chùm ở cuối cành con; không lá kèm. Hoa ở nách lá, đơn độc hoặc mọc thành chùm, mẫu 5; lá bắc nhỏ. Đài hoa hình ống ngắn, lá đài thường hình mác, bền. Tràng hoa các thuỳ dài hơn ống tràng, bên trong có lông. Nhị hoa thường gắn vào gốc các thùy tràng hoa; chỉ nhị thường có một cụm lông nhung màu gỉ sắt ở mỗi bên, hiếm khi ở một bên hoặc ở gốc; bao phấn hình mũi tên với mô liên kết dài; các nhị lép giống như cánh hoa, rìa mép có lông, hiếm khi có răng cưa hoặc nguyên, đỉnh thường có râu dài. Bầu nhụy 4 hoặc 5 ngăn, rậm lông. Vòi nhụy dài hơn tràng hoa. Quả dạng quả hạch, hạt 1 hoặc 2 hoặc 3. Hạt ép dẹp, hình từ ellipxoit đến gần hình cầu; áo hạt có vỏ cứng, sẹo hình trứng đến thẳng, dài từ 2/3 đến 1 lần chiều dài hạt hoặc nhỏ và tròn.

## Các loài
Danh sách loài lấy theo Kew World Checklist of Selected Plant Families và Plants of the World Online.
1. Xantolis assamica (C.B.Clarke) P.Royen, 1957 - Assam.
2. Xantolis baranensis (Lecomte) P.Royen, 1957[7] Xem thêm các mẫu lưu tại MNHN.[8][9][10] - Việt Nam. Tên Việt: ma dương Bà-rau, ma dương Bà Râu, sến găng Bà Râu.
3. Xantolis boniana (Dubard) P.Royen, 1957 - Hải Nam, Lào, Việt Nam. Tên Việt: sảo trai, sao trai.
4. Xantolis burmanica (Collett & Hemsl.) P.Royen, 1957 - Thái Lan, Myanmar
5. Xantolis cambodiana (Pierre) P.Royen, 1957 - Campuchia, Lào, Thái Lan, Việt Nam. Tên Việt: sến găng, găng tu hú, dau ka diệu.
6. Xantolis hookeri (C.B.Clarke) P.Royen, 1957 - Đông Himalaya, Lào.
7. Xantolis longispinosa (Merr.) H.S.Lo, 1974 - Hải Nam. Tên Việt: găng gai dài, ko to?
8. Xantolis maritima (Pierre) P.Royen, 1957 - Việt Nam. Tên Việt: ma dương, găng gai.
9. Xantolis parvifolia (A.DC.) P.Royen, 1957 - Luzon, Mindoro.
10. Xantolis racemosa (Dubard) P.Royen, 1957 - Việt Nam. Khi Marcel Marie Maurice Dubard mô tả loài Planchonella racemosa năm 1911 ông ghi là Tonkin no. 5220, 4266 [Bon]; no. 4337 [Balansa]. Xem thêm mẫu lectotype tại MNHN với địa danh Phú Diền và ngày tháng thu mẫu 6 Martii 1892 (Latinh, 6/3/1892). Không thấy tài liệu thực vật học nào bằng tiếng Việt đề cập tới loài này.
11. Xantolis shweliensis (W.W.Sm.) P.Royen, 1957 - Vân Nam.
12. Xantolis siamensis (H.R.Fletcher) P.Royen, 1957 - Thái Lan.
13. Xantolis stenosepala (Hu) P.Royen, 1957 - Vân Nam.
14. Xantolis tomentosa Raf., 1838 (đồng nghĩa: X. dongnaiensis) - Ấn Độ, Sri Lanka, Thái Lan, Myanmar, Việt Nam. Tên Việt: cheo, găng, chéo.